# هيرمان غريم
هيرمان غريم (بالألمانية: Herman Friedrich Grimm)‏ هو كاتب ألماني، ولد في 6 يناير 1828 في كاسل في ألمانيا، وتوفي في 16 يونيو 1901 في برلين في ألمانيا.